# Morten Poulsen
Morten Poulsen (født 9. marts 1971), er en tidligere dansk fodboldspiller.
Karrieren startede i fødebyen Vorupør og i klubben Vorupør Boldklub. Han røg videre til naboklubben Sjørring BK som lilleputspiller og igen videre til Koldby-Hørdum IF som blev til Koldby-Hørdum-Hassing-Villerselv IF i Junior mesterrækken. Samme år blev han jydske mestre og topscorer i rækken. Skiftede i 1988 til AaB's ynglingehold i DM rækken. Som 1. års senior spillede han samlige kampe og samtlige minutter på Aab's Danmarkseriehold. Uden kontrakt flyttede han tilbage til hjemegnen og spillede 2 sæsoner for Nykøbing Mors IF i Danmarksserien. Inden det store karrierespring smuttede han forbi Thisted FC inden han i 1997 skiftede til Viborg FF.
De største sportslige meritter opnåede han ved at vinde pokalturneringen med Viborg FF i 2000, blive kåret til efterårets profil i SAS-ligaen i 1999 og blive udtaget til ligalandsholdet. Han havde en enkelt afstikker fra Viborg til AGF i 2002 inden han igen vendte tilbage til Viborg i 2004.
Han valgte at stoppe karrieren i 2005 i en alder af 34 år for at hellige sig civil karriere. Han blev dog overtalt til et comeback kort efter af Thisted FC's træner Peter Enevoldsen. Thisted FC var lige rykket op i 2. division og Morten Poulsen var med til at rykke op i 1. division året efter. Han stoppede dog karrieren helt i 2006.